# La Rivière noire
Pour les articles homonymes, voir Rivière Noire.
Pour plus de détails, voir Fiche technique et Distribution.
La Rivière noire (黒い河, Kuroi kawa) est un film dramatique japonais réalisé par Masaki Kobayashi, sorti en 1957.

## Synopsis
Une ville du Japon, près d'une base américaine, peu après la Seconde Guerre mondiale. Un étudiant emménage dans un logement collectif aux allures de bidonville, tenu par une propriétaire sans scrupules et où vivote déjà une population misérable. Il s'éprend d'une jeune femme que convoite également le yakuza local...

## Fiche technique
- Titre : La Rivière noire
- Titre original : 黒い河 (Kuroi kawa?)
- Réalisation : Masaki Kobayashi
- Scénario : Zenzō Matsuyama d'après le roman de Takeo Tomishima
- Production : Ryotaro Kuwata
- Sociétés de production : Ninjin Club et Shōchiku
- Musique : Chūji Kinoshita
- Photographie : Yuuharu Atsuta
- Montage : Yoshiyasu Hamamura
- Décors : Kazue Irataka
- Pays d'origine :  Japon
- Langue : japonais
- Format : Noir et blanc - 1,33:1 - Mono - 35 mm
- Genre : Film dramatique
- Durée : 115 minutes
- Date de sortie : 1957

## Distribution
- Ineko Arima : Shizuko
- Fumio Watanabe : Nishida
- Tatsuya Nakadai : Jo
- Asao Sano : Sakazaki
- Seiji Miyaguchi : Kin
- Isuzu Yamada : la propriétaire
- Tomoo Nagai : Okada
- Keiko Awaji : la femme d'Okada
- Eijirō Tōno : Kurihara